# Obereopsis invitticollis
Obereopsis invitticollis là một loài bọ cánh cứng trong họ Cerambycidae.